# Nervio laríngeo recurrente
El nervio laríngeo inferior o recurrente, del latín nervus laryngeus recurrens, es un nervio que parte del nervio vago, conduciendo impulsos motores y sensitivos, así como fibras del sistema nervioso autónomo a una porción del cuello (laringe), por debajo de las cuerdas vocales.

## Ramos
Los nervios recurrentes derecho e izquierdo, aunque son ramos del nervio vago o neumogástrico (X par craneal) no tienen su origen a la misma altura. Esto se debe al desarrollo embriológico asimétrico del sexto arco aórtico, ya que dicho nervio es el propio del sexto arco faríngeo. De hecho, el origen de estas fibras están en la parte inferior del núcleo ambiguo, que tras emerger del tronco del encéfalo van a unirse a la raíz espinal del nervio accesorio. Durante un corto trayecto, estas fibras forman parte del undécimo par craneal. Luego son estas mismas fibras las que se unen al vago de nuevo y acaban dando el nervio recurrente laríngeo. En conclusión, la inervación propia del sexto arco faríngeo corre a cargo del nervio accesorio (XI par craneal) a través del nervio recurrente largíngeo. El nervio recurrente laríngeo derecho se desprende del vago en la base del cuello, detrás de la glándula paratiroides y rodeando la arteria subclavia por delante en un giro anteroposterior. El izquierdo, en cambio, nace en el tórax y rodea el cayado aórtico en el mismo sentido. 
Se debe preocupar más por el derecho, que debe diferenciarse en su recurrencia de las otras dos asas subclavias: por fuera de él se encuentra el asa simpática de Vieussens, y más por fuera, el asa del nervio frénico. Este último nervio envía por debajo de la arteria subclavia un ramo que llega al ganglio cervical inferior o a la rama anterior del asa de Vieussens. 
El modo como el nervio recurrente cruza la arteria tiroidea inferior es muy variable, hasta la fecha hay 28 variantes descritas[cita requerida]. Según Jaboulay y Villard existirían tres tipos principales:
1. El nervio recurrente queda a la derecha, por delante de todas las ramas de la arteria.
2. A la izquierda el nervio recurrente pasa por delante de la arteria y a la derecha el nervio pasa por la bifurcación de la arteria.
3. Situación variable del nervio y las ramas arteriales.

## Modo de distribución del nervio recurrente
- Ramas colaterales

- Ramas cardíacas (ramos cardíacos medios), en número variable, se desprenden del asa formada por cada nervio recurrente alrededor de la arteria a la que rodea y se pierden en la base del corazón en el plexo cardíaco. Algunos de la izquierda van al ganglio de Wrisberg, cuando este existe.
- Ramas esofágicas, siempre muy numerosas y muy delgadas hasta la capa muscular y mucosa del esófago.
- Ramas traqueales, distribuidas por la capa muscular y mucosa de la tráquea.
- Ramas faringeas (una o dos solamente) destinadas al Músculo constrictor faríngeo inferior.
- Ramas terminales. Son cinco (5) en total, una anastomótica y las cuatro restantes musculares.

- Rama anastomótica de Galeno, nace del recurrente en la parte inferior del canal cricotiroideo. Se dirige verticalmente hacia arriba, cruza los músculos cricoaritenoideo posterior y ariaritenoideo y se une con el filete descendente posterior o postcricoideo del nervio laríngeo superior interno.
- Ramas musculares, van a todos los músculos de la laringe, excepto al músculo cricotiroideo (inervado por el laríngeo superior). Son 4: 
- se dirige oblicuamente hacia arriba y adentro, penetra debajo del cricoaritenoideo posterior y se pierde en él.
- sigue la misma dirección pero termina en el músculo aritenoideo.
- a menudo doble, se distribuye por el cricoaitenoideo lateral.
- nervio del tiroaritenoideo, que es su parte terminal.

## Patologías del nervio
La parálisis del nervio laríngeo recurrente, rama izquierda, se debe principalmente a compresión física por hipertrofia de la aurícula izquierda (síndrome de Ortner), arteria pulmonar dilatada, aneurisma aórtico o una combinación de estos eventos, causando parálisis de las cuerdas vocales.